# Mouvement du 20 Février
Le mouvement du 20 février (tamazight : ⴰⵎⵓⵙⵙⵓ ⵏ 20 ⵙⵉⵏⵢⵓⵔ amussu n 20 sinyur) ; arabe : حركة 20 فبراير) est un mouvement de contestation apparu au Maroc le 20 février 2011, à la suite de la vague de protestations et de révolutions dans d'autres pays de l'Afrique du Nord et du Moyen-Orient connue sous le nom de « Printemps arabe ».
Le face-à-face entre ce dernier et l’État marocain semble avoir débouché sur un jeu à somme nulle. Ainsi, le mouvement du 20 Février a réussi à élargir l’espace public avec quelques réformes politiques concédées par la monarchie marocaine. Mais le pouvoir a réussi à éliminer complètement ce mouvement du champ social et politique marocain.

## Histoire

### Revendications
Les revendications majeures du mouvement sont politiques et font appel à des réformes constitutionnelles. Il s'agit d'un ensemble de revendications de réformes politiques et sociales qui remettent en cause le fonctionnement du régime, pour la première fois depuis la succession du roi Mohammed VI au trône.

### Réactions du régime et manifestations
Les réactions du régime vis-à-vis du mouvement ont été très diverses : les premiers mois des manifestations (de février à avril), on note une certaine tolérance des autorités envers le mouvement, les manifestations se passant sans trop de problèmes malgré quelques incidents isolés. Mais dès le mois de mai, la réaction du régime change et des rassemblements sont dispersés par les forces publiques à coup de matraques pendant trois semaines d'affilée : c'est ainsi que les manifestations du 15 mai, du 22 mai et du 29 mai ont toutes été empêchées, donnant parfois lieu à des scènes d'une rare violence.
À partir du 5 juin, le régime se rétracte et les manifestations ont de nouveau lieu dans le calme. Mais dès le début de la campagne référendaire pour la nouvelle constitution au cours du mois de juin, on remarque l'apparition de contre-manifestants qui dénoncent l'action du 20 février, que les « févriéristes » désignent par le terme de Baltajia (sympathisants de la monarchie). C'est ainsi que des accrochages ont ponctuellement eu lieu entre les manifestants et contre-manifestants. Après le référendum remporté largement par le « oui », le mouvement continua malgré tout. La répression fut dès lors incessante, bien qu'intermittente. La logique de celle-ci semblait être une volonté manifeste d'affaiblissement du mouvement, parallèle à une campagne de décrédibilisation de celui-ci et de déstabilisation de ses membres.
Un groupe violent dénommé La jeunesse royaliste fait son apparition pour attaquer ou menacer les militants protestataires.

#### Liste des personnes mortes lors des manifestations
- Cinq jeunes disparus le 20 février 2011 à Al Hoceïma, en marge des manifestations et retrouvés carbonisés dans une banque attaquée[3].
- Karim Chaib, 21 ans, mort à Sefrou le 20 février 2011 à la suite de blessures résultant d'une intervention policière[4].
- Kamal Ammari  30 ans, Safi, le 29 mai 2011[5],[6].
- Mohamed Boudouroua, 38 ans, mort à Safi le 13 octobre 2011 ; deux versions concernant sa mort s'opposent : celle imputée à l'action d'un policier qui l'aurait poussé et fait chuter du haut d'un bâtiment, selon le mouvement du 20 Février, et celle d'un décès accidentel résultant d'une chute sur la tête[7],[8].
- Kamal Hussaini, Aït Bouayach, le 27 octobre 2011[9].

### Bilan
Obligé de réagir face à l'ampleur de la contestation, le roi prononça son discours du 9 mars 2011, au cours duquel il engagea son pays dans la voie de la réforme, engagement qui se traduisit par l'organisation d'un référendum portant sur l'adoption d'une nouvelle constitution le 1er juillet 2011 et par les élections législatives du 25 novembre 2011, remportées, malgré le fort taux d'abstention, par le PJD ; 107 sièges sur 395). Ainsi, le roi Mohammed VI nomma officiellement Abdelilah Benkirane chef du gouvernement de coalition à Midelt, le 29 novembre 2011.
La répression féroce du mouvement à Taza démontra d'une part l'incapacité du PJD à transformer les méthodes de l'appareil sécuritaire ou à s'en détacher et d'autre part raviva les blessures anciennes d'un Rif de tout temps mal-aimé du pouvoir,.
Le mouvement est le premier en son genre à avoir protesté fortement contre les conditions sociales depuis la succession du monarque Mohammed VI au trône, il dénonce les pratiques négatives au sein de la société marocaine (corruption, affairisme, abus de pouvoir…) et réclame plus de démocratie.
Ce mouvement est une première au Maroc, car il a pu rassembler différentes couleurs idéologiques et politiques et diffère des anciens mouvements des années de plomb de l'époque Hassan II tel que Ila Al Amame, l'Union nationale des étudiants du Maroc (UNEM), l'union nationale des forces populaires (UNFP) qui avaient généralement une seule orientation politique. De nombreuses arrestations ont été opérées au cours de ces trois dernières années et certains militants sont toujours emprisonnés,.
Largement né sur les réseaux sociaux, en particulier Facebook, le mouvement a su développer leur potentiel et s'y installer durablement.